# Rollancourt
Rollancourt est une commune française située dans le département du Pas-de-Calais en région Hauts-de-France. Ses habitants sont appelés les Rollancourtois. La commune est membre de la communauté de communes des 7 Vallées.
La commune s’inscrit dans les « paysages du Ternois » tels qu’ils sont définis dans l’atlas de paysages.

## Géographie

### Localisation
Localisée dans le sud du département du Pas-de-Calais, Rollancourt est une commune rurale de la vallée de la Ternoise située, à vol d'oiseau, à 6 km au nord-est de la commune d'Hesdin-la-Forêt et à 25 km au sud-est de la commune de Montreuil-sur-Mer (chef-lieu d'arrondissement).
Le territoire de la commune est limitrophe de ceux de sept communes.
Les communes limitrophes sont Béalencourt, Auchy-lès-Hesdin, Blangy-sur-Ternoise, Blingel, Fresnoy, Incourt et Vieil-Hesdin.

### Géologie et relief
La superficie de la commune est de 11,59 km2 ; son altitude varie de 30  à   116 m.

### Hydrographie

#### Réseau hydrographique
La commune, située dans le bassin Artois-Picardie, est, selon le Service d'administration nationale des données et référentiels sur l'eau (Sandre), drainée par six cours d'eau : la rivière la Ternoise, d'une longueur de 41 km, qui prend sa source dans la commune d'Ostreville et se jette dans la Canche à Huby-Saint-Leu, la Pinchon, le Domwetz, la Planquette, la rivière la ternoise, d'une longueur de 1,77 km et le Rollancourt, d'une longueur de 1,34 km.
Et par quatre autres petits cours d'eau aux toponymes hydrographiques inconnus,,,,,.

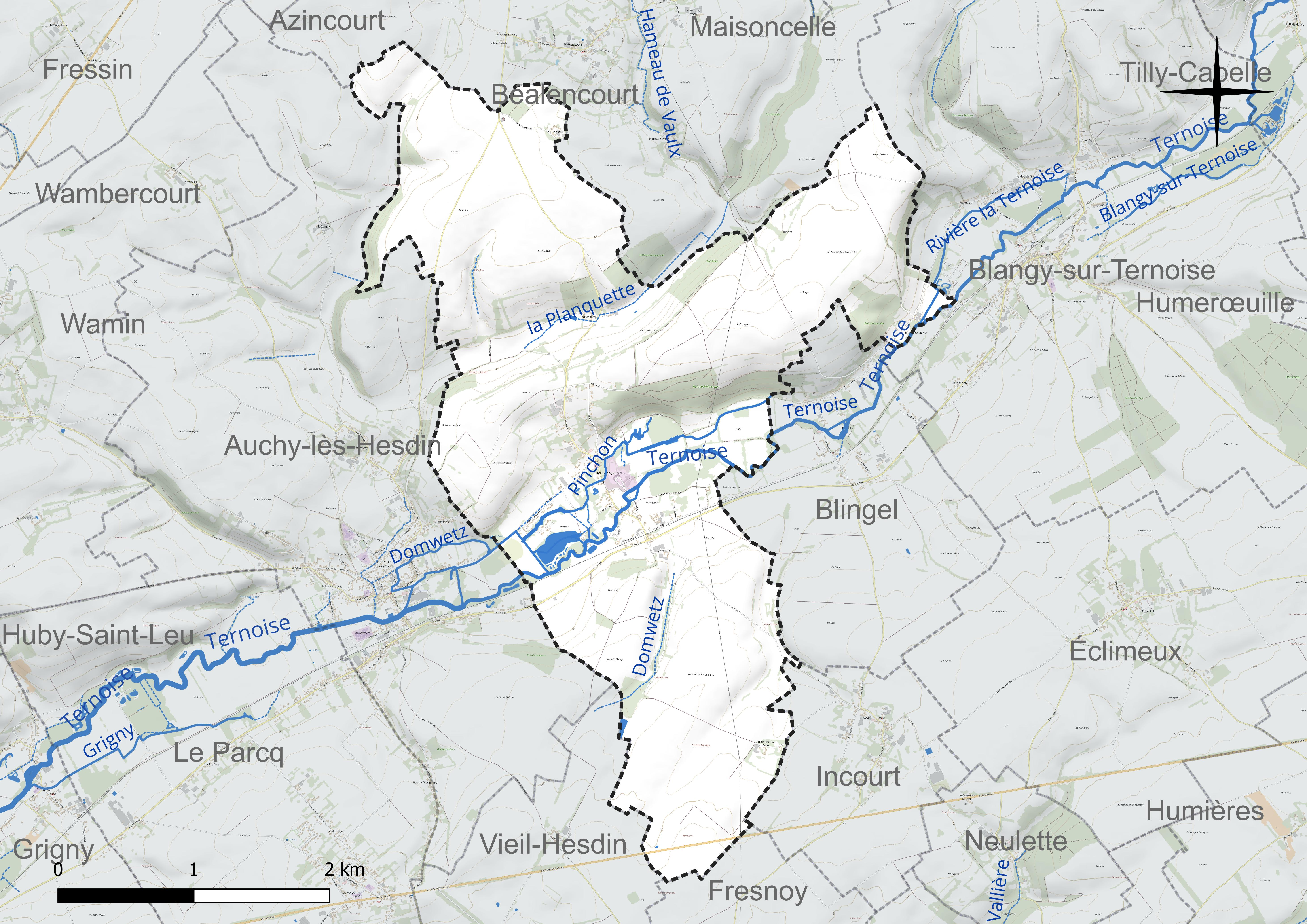
Réseau hydrographique de Rollancourt.

#### Gestion et qualité des eaux
Le territoire communal est couvert par le schéma d'aménagement et de gestion des eaux (SAGE) « Canche ». Ce document de planification concerne un territoire de 1 391 km2 de superficie, délimité par le bassin versant de la Canche. Le périmètre a été arrêté le 26 février 1999 et le SAGE proprement dit a été approuvé le 3 octobre 2011, puis modifié le 4 juillet 2014. La structure porteuse de l'élaboration et de la mise en œuvre est le syndicat mixte Canche et Authie (Symcéa).
La qualité des cours d'eau peut être consultée sur un site dédié géré par les agences de l'eau et l'Agence française pour la biodiversité.

### Climat
Pour des articles plus généraux, voir Climat des Hauts-de-France et Climat du Nord-Pas-de-Calais.
En 2010, le climat de la commune est de type climat océanique altéré, selon une étude du Centre national de la recherche scientifique (CNRS) s'appuyant sur une série de données couvrant la période 1971-2000. En 2020, Météo-France publie une typologie des climats de la France métropolitaine dans laquelle la commune est exposée à un climat océanique et est dans la région climatique Côtes de la Manche orientale, caractérisée par un faible ensoleillement (1 550 h/an) ; forte humidité de l'air (plus de 20 h/jour avec humidité relative > 80 % en hiver), vents forts fréquents.
Pour la période 1971-2000, la température annuelle moyenne est de 10,3 °C, avec une amplitude thermique annuelle de 13,8 °C. Le cumul annuel moyen de précipitations est de 843 mm, avec 13,1 jours de précipitations en janvier et 8,1 jours en juillet. Pour la période 1991-2020, la température moyenne annuelle observée sur la station météorologique la plus proche, située sur la commune de Humières à 6 km à vol d'oiseau, est de 10,9 °C et le cumul annuel moyen de précipitations est de 856,9 mm,. Pour l'avenir, les paramètres climatiques de la commune estimés pour 2050 selon différents scénarios d'émission de gaz à effet de serre sont consultables sur un site dédié publié par Météo-France en novembre 2022.

### Paysages
Pour un article plus général, voir Paysage en France.
La commune s'inscrit dans les « paysages du Ternois » tels qu'ils sont définis dans l'atlas de paysages de la région Nord-Pas-de-Calais, conçu par la direction régionale de l'Environnement, de l'Aménagement et du Logement (DREAL),.
Ces paysages, qui concernent 138 communes avec trois pôles d'attraction que sont Hesdin-la-Forêt à l'ouest, Saint-Pol-sur-Ternoise à l'est et, dans une moindre mesure, Frévent en lisière sud, sont délimités par deux cours d'eau : la Canche au Sud et la Ternoise au Nord. Ces paysages sont composés de plateaux, de vallées et de bocages. Les plateaux du Ternois montrent une structure tabulaire assez plane et une altitude assez régulière avec des points culminants entre 150  à   160 m.
Le territoire d'une vingtaine de kilomètres du Nord au Sud et d'Est en Ouest, est traversé par la D 939 reliant Saint-Pol-sur-Ternoise à Hesdin-la-Forêt, par la D 912 entre Saint-Pol-sur-Ternoise et Frévent et par la ligne ferroviaire de Saint-Pol-sur-Ternoise à Étaples dans la vallée de la Canche. La position excentrée, en l'absence de grands axes autoroutiers ou ferrés structurants, a permis au Ternois de conserver un caractère rural et une certaine qualité de paysage.
Au niveau de l'occupation des sols, les surfaces cultivées sont omniprésentes sur les plateaux, avec majoritairement la culture de la betterave et de la pomme de terre, et représentent près de 72 % de la surface totale de ces paysages du Ternois, les espaces artificialisés, cantonnés dans les fonds de vallée, représentent 13 % et les surfaces boisées, présentes dans les deux principales vallées de la Ternoise et de la Canche, ne représentent que 6 %.

### Milieux naturels et biodiversité

#### Espaces protégés et gérés
La protection réglementaire est le mode d'intervention le plus fort pour préserver des espaces naturels remarquables et leur biodiversité associée.
Dans ce cadre, on trouve sur le territoire de la commune : 
- la réserve naturelle régionale (RNR) du marais de la grenouillère, d'une superficie de 16,681 ha, terrain géré (location, convention de gestion) par le Conservatoire d'espaces naturels des Hauts-de-France[25] ;
- le marais de La Grenouillère, d'une superficie de 16,63 ha, réserve naturelle régionale gérée par le Conservatoire d'espaces naturels des Hauts-de-France[26].

#### Zones naturelles d'intérêt écologique, faunistique et floristique
L'inventaire des zones naturelles d'intérêt écologique, faunistique et floristique (ZNIEFF) a pour objectif de réaliser une couverture des zones les plus intéressantes sur le plan écologique, essentiellement dans la perspective d'améliorer la connaissance du patrimoine naturel national et de fournir aux différents décideurs un outil d'aide à la prise en compte de l'environnement dans l'aménagement du territoire.
Le territoire communal comprend une ZNIEFF de type 1 : le marais de la Grenouillère à Auchy-lès-Hesdin, d'une superficie de 51 ha et d'une altitude variant de 31  à   37 mètres. Ce marais, qui fait partie d'un ensemble de zones humides alluviales, est principalement alimenté par la nappe alluviale de la Ternoise.
et une ZNIEFF de type 2 : la la vallée de la Ternoise et ses versants de Saint-Pol-sur-Ternoise à Hesdin-la-Forêt et le vallon de Bergueneuse, d'une superficie de 9 502 ha et d'une altitude variant de 22  à   90 mètres. La Ternoise, avec ses 25 km de vallée étroite, a des versants occupés par des bois, des pelouses, des prairies et des lisières arbustives, et son plateau limoneux est utilisé pour la culture. Le versant droit de la Ternoise est entaillé par de nombreuses vallées sèches drainant les collines crayeuses de l'Artois.

Carte des ZNIEFF de type 1 et 2 sur la commune
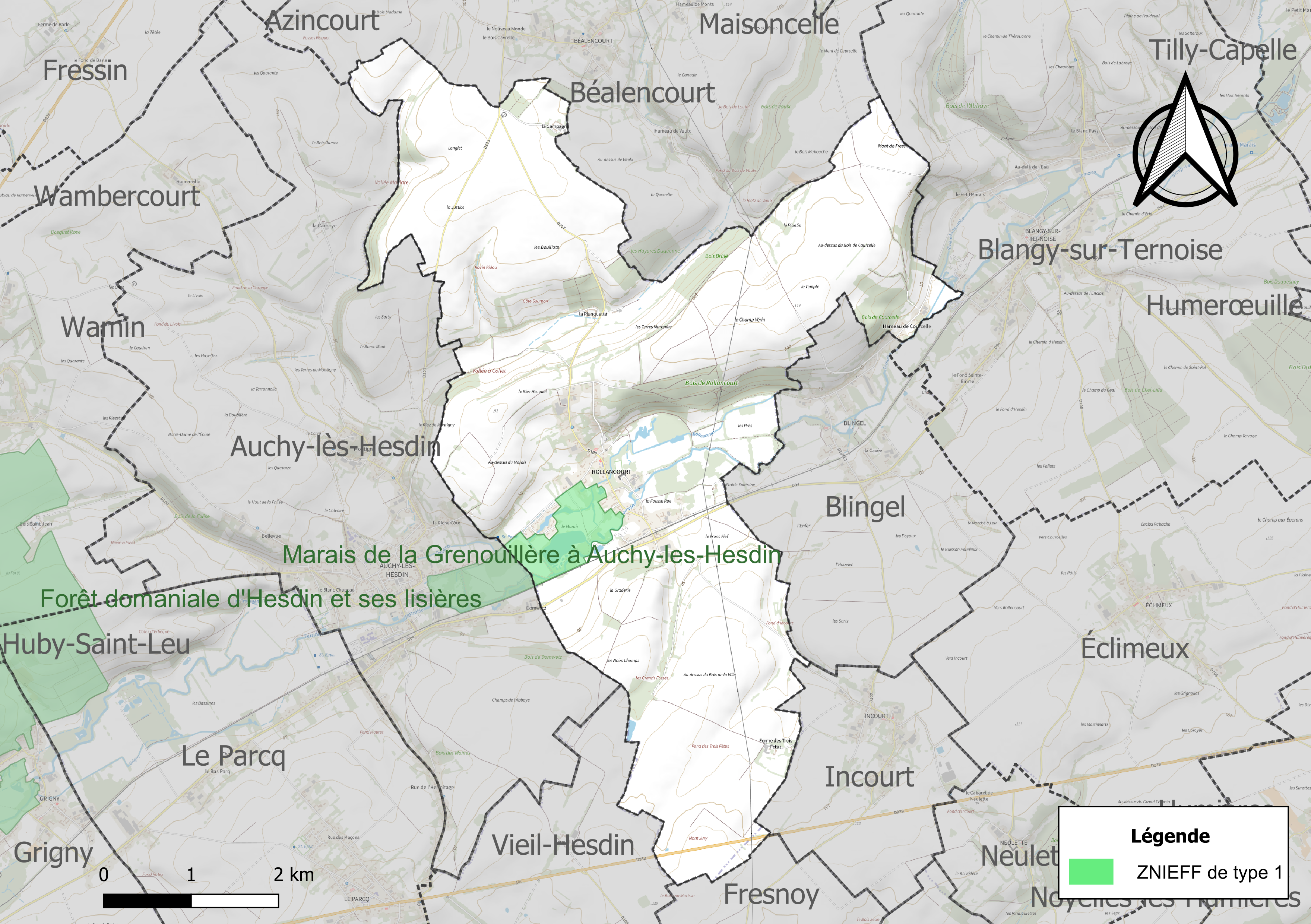
Carte de la ZNIEFF de type 1 sur la commune.
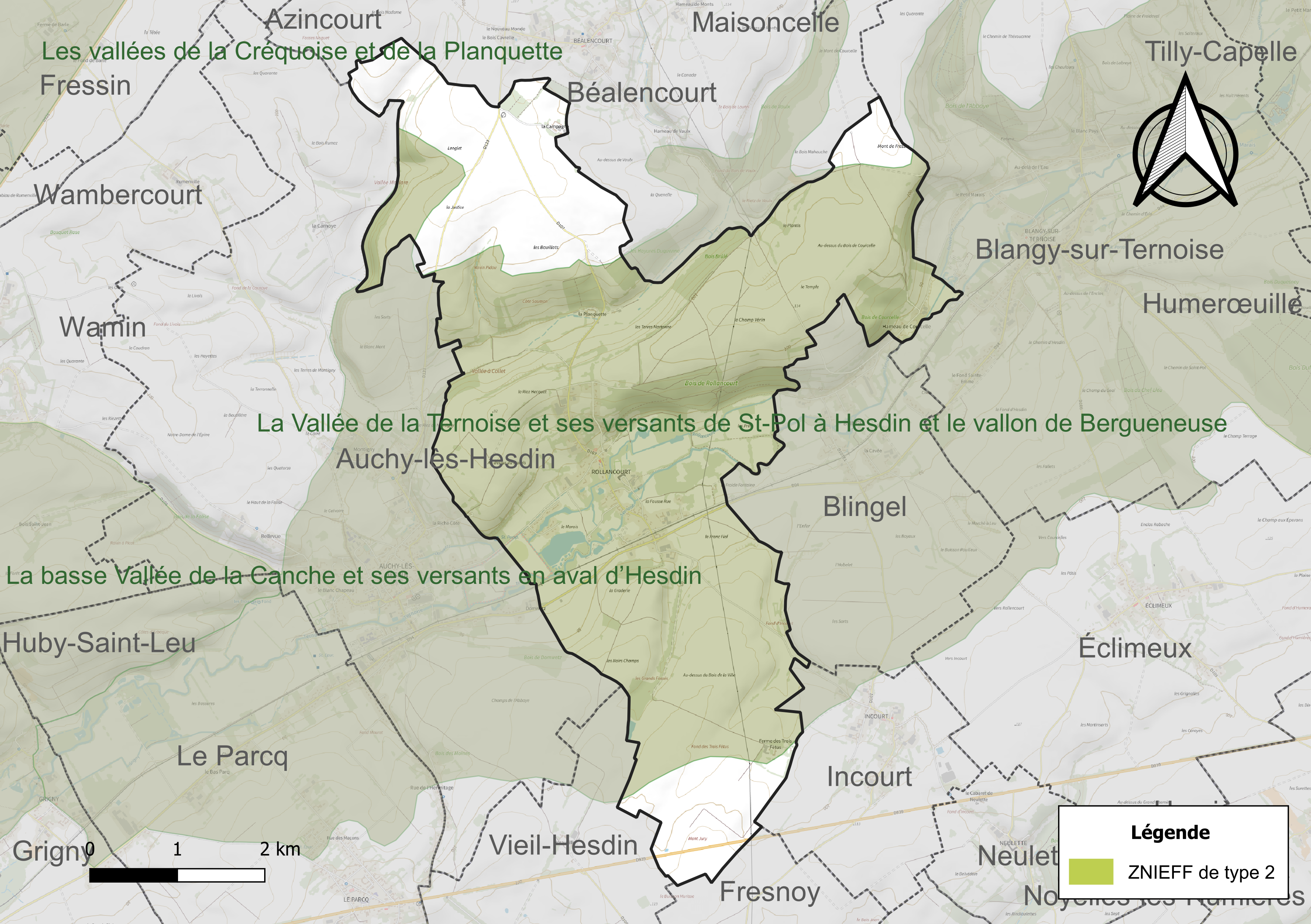
Carte de la ZNIEFF de type 2 sur la commune.

#### Site Natura 2000
Le réseau Natura 2000 est un réseau écologique européen de sites naturels d'intérêt écologique élaboré à partir des directives « habitats » et « oiseaux ». Ce réseau est constitué de zones spéciales de conservation (ZSC) et de zones de protection spéciale (ZPS). Dans les zones de ce réseau, les États membres s'engagent à maintenir dans un état de conservation favorable les types d'habitats et d'espèces concernés, par le biais de mesures réglementaires, administratives ou contractuelles.
Sur la commune, un site Natura 2000 de type B est défini en site d'importance communautaire (SIC) : le marais de la grenouillère, d'une superficie de 17 ha et d'une altitude variant de 33  à   35 mètres.

#### Espèces faunistiques et floristiques
L’Inventaire national du patrimoine naturel (INPN) recense plusieurs espèces faunistiques et floristiques sur le territoire de la commune dont certaines sont protégées et d’autres menacées et quasi-menacées.

## Urbanisme

### Typologie
Au 1er janvier 2024, Rollancourt est catégorisée commune rurale à habitat dispersé, selon la nouvelle grille communale de densité à sept niveaux définie par l'Insee en 2022.
Elle appartient à l'unité urbaine d'Auchy-lès-Hesdin, une agglomération intra-départementale regroupant trois  communes, dont elle est une commune de la banlieue,,. La commune est en outre hors attraction des villes,.

### Occupation des sols
L'occupation des sols de la commune, telle qu'elle ressort de la base de données européenne d'occupation biophysique des sols Corine Land Cover (CLC), est marquée par l'importance des territoires agricoles (93,3 % en 2018), une proportion sensiblement équivalente à celle de 1990 (93,8 %). La répartition détaillée en 2018 est la suivante : 
terres arables (61 %), prairies (28,7 %), zones urbanisées (3,6 %), zones agricoles hétérogènes (3,6 %), forêts (3,1 %). L'évolution de l'occupation des sols de la commune et de ses infrastructures peut être observée sur les différentes représentations cartographiques du territoire : la carte de Cassini (XVIIIe siècle), la carte d'état-major (1820-1866) et les cartes ou photos aériennes de l'IGN pour la période actuelle (1950 à aujourd'hui).

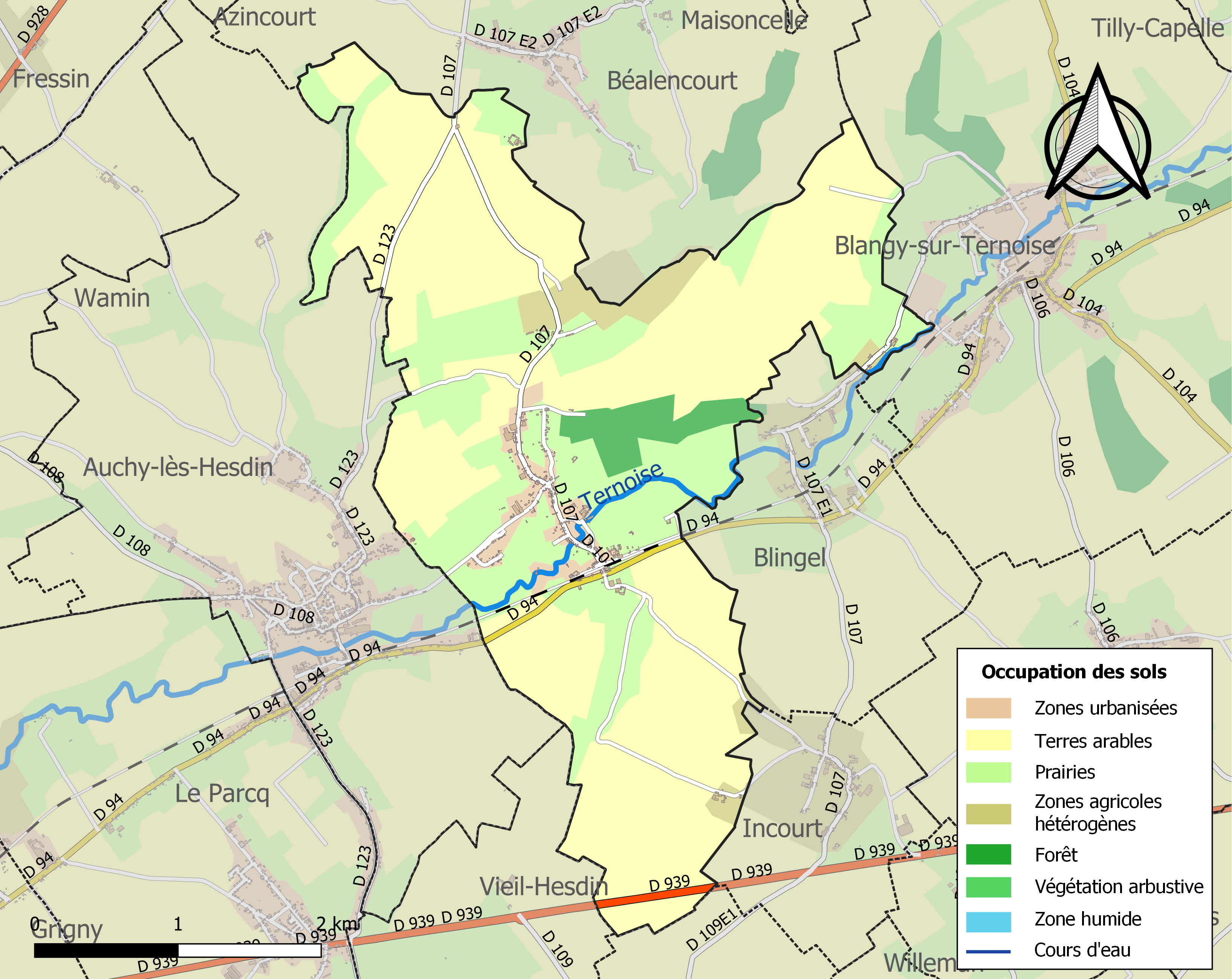
Carte des infrastructures et de l'occupation des sols de la commune en 2018 (CLC).

## Toponymie
Le nom de la localité est attesté sous les formes Rolleni curtis en 844 ; Rolandi cortis en 1072 ; Rollaincurt en 1120 ; Rollandi curia en 1124 ; Rodlanni curia, Rollanicors en 1128 ; Roillaincort en 1138 ; Roulaincurt en 1144 ; Rotlaincurt en 1150 ; Rolleinchors en 1190 ; Rolainchors en 1197 ; Rutlencourt, Rollaicurtis, Rotlaincort au XIIe siècle ; Rollaincort en 1207 ; Rollaincort en 1246 ; Roillaincourt en 1274 ; Rollaincourt en 1279 ; Raullencourt en 1296 ; Relaincourt en 128 ; Roullaincourt en 1303 ; Raulaincourt en 1318 ; Reulincourt-en-Saint-Pol en 1515 ; Roulencourt en 1559 ; Rollencourt en 1793 ; Rollencourt et Rollancourt depuis 1801.
Ces noms de localités se terminant par -court sont le plus souvent des hameaux ou de petits villages. L'appellatif toponymique -court (français moderne cour) est issu du gallo-roman CORTE qui signifie « domaine ». Cet appellatif est généralement précédé d'un nom de personne germanique. Ces formations toponymiques datent du Moyen Âge. Cette façon de nommer les lieux serait liée à l'apport germanique du VIe siècle,.
D'après Maurits Gysseling, le premier élément Rollan- s'explique par un nom de personne germanique : Hrōþilān.

## Histoire
Citée dès 1071, la famille de Rollancourt possédait la seigneurie jusqu'au mariage de Marie de Rollancourt vers 1335 qui l'apporta par ses noces à Jean de Châtillon, fils de Gaucher VI de Châtillon, alias Gaucher II, comte de Porcien (fils du connétable Gaucher V), et de Marguerite de Dampierre, dame de Dampierre. À la fin du XVe siècle, elle entra par alliance dans la famille de Lannoy (Maison de Lannoy), puis passa au milieu du XVIe à Maximilien d'Egmont et à Guillaume de Nassau, prince d'Orange (1533-1584). Elle constituait alors une baronnie qui fut vendue au début XVIIe aux d'Ongnies (Oignies). En 1642, Isabelle d'Ongnies l'apporta en mariage à Nicolas François de Marnix dont la famille demeura à Rollancourt jusqu'à la Révolution.
Hugues d'Ohlain, seigneur de Rollecourt-en-Artois, combat et trouve la mort à la bataille d'Azincourt en 1415.
Jacques de Lattre, seigneur de Villerval (Willerval?) et Rollancourt obtient contre finances de 250 livres, des lettres d'anoblissement données à Madrid le 7 janvier 1589. Il appartient à une famille honorable, a été plusieurs fois échevin d'Arras. En voulant réprimer les troubles connus récemment (apparition du protestantisme, agitation des Pays-Bas espagnols contre l'Espagne), il a été emprisonné par les rebelles. Libéré, de nouveau échevin , il a été député par les États d'Artois auprès du duc de Parme Alexandre Farnèse. Sa demande d'anoblissement a été soutenue par ce dernier et par le seigneur de Marles.
Pierre-Baudouin-Priez-Cardon (ou Prietz-Cardon) (1657-1746), écuyer, est seigneur de Rollancourt, Douvrain? ou Douvrin?, Blocus, Rongy à Flers. Fils de Pierre Prietz, écuyer, et de Marie-Joseph Cardon, il nait à Douai en 1657, est licencié en droit à l'Université de Douai le 29 mars 1681, conseiller secrétaire du roi, maison et couronne de France vers 1700. Il relève les noms et armes des Cardon en vertu du testament de son grand-oncle Maurand Cardon qui l'a institué son héritier universel à ces conditions. Il meurt le 13 juin 1746, à 89 ans. Il a épousé le 30 septembre 1682 à Lille, Marie-Françoise Breckvelt (1664-1741), née à Lille en juillet 1664 (baptisée le 10 juillet 1664) morte à Douai le 1er août 1741, à 77 ans. Elle était la fille d'Ignace Breckvelt, seigneur de la Haye, bourgeois de Lille, intendant du Mont-de-Piété  et de Barbe de le Beulque,.
Jean-Louis Prietz-Cardon, chevalier, seigneur de Rollancourt, fils de Pierre-Baudouin Priez-Cardon, licencié en droit de l'université de Douai le 2 août 1706, chef du magistrat (maire) de Douai , est créé trésorier de France au bureau des finances de la généralité de Lille, le 3 novembre 1709, et reçu le 5 ou 6 février 1710. Il le reste jusqu'au 27 janvier 1723. Il prend pour femme Marie-Anne-Antoinette de La Bauvette de Warnicamps, et en secondes noces, épouse sa cousine Marie-Françoise de Breckvelt(1702-1732), née en février 1702 (baptisée le 3 février 1702), décédée à Lille le 14 mai 1732. Elle était la fille de Jacques Breckvelt, seigneur de la Haye, du Bois, de la Houtte, bourgeois de Lille, trésorier de France au bureau des finances de la généralité de Lille, convoqué aux assemblées des nobles, et de Marie de Lespaul.
Marie-Françoise Cardon de Rollancourt, dame de Rollancourt, Rongy, née du premier lit de Jean-Louis, épouse par contrat du 11 août 1736 à Douai, François-Emmanuel de Quellerie de Chanteraine, chevalier, seigneur de Chanteraine, Quiéry, Boursies, Vadencourt, Courchelettes, créé comte de Quellerie de Chanteraine en 1769, chevalier d'honneur à la cour du Parlement de Flandres de 1764 au 12 juillet 1783. Il est le fils de Charles-Philippe de Quellerie, écuyer, seigneur de Chanteraine, Quiéry, Boursies, du Forestel, ancien officier au régiment d'Issenghien, et de Marie-Françoise de Marmet de Valcroissant.

## Politique et administration

### Découpage territorial
La commune se trouve dans l'arrondissement de Montreuil du département du Pas-de-Calais.

#### Commune et intercommunalités
La commune est membre de la communauté de communes des 7 Vallées qui regroupe 66 communes et totalise 29 425 habitants en 2022.

#### Circonscriptions administratives
La commune est rattachée au canton d'Auxi-le-Château.

#### Circonscriptions électorales
Pour l'élection des députés, la commune fait partie de la quatrième circonscription du Pas-de-Calais.

### Élections municipales et communautaires

#### Liste des maires
| Période                                  | Période                    | Identité         | Étiquette | Qualité                                                                     |
| ---------------------------------------- | -------------------------- | ---------------- | --------- | --------------------------------------------------------------------------- |
| Les données manquantes sont à compléter. |                            |                  |           |                                                                             |
| 1959                                     | 2008                       | Alexandre Podvin |           | Gérant de L'Étoile du Nord                                                  |
| mars 2008                                | En cours (au 4 avril 2022) | Alain Carlier    |           | Agriculteur Réélu pour le mandat 2014-2020, Réélu pour le mandat 2020-2026, |

## Population et société

### Démographie
Les habitants sont appelés les Rollancourtois.

#### Évolution démographique
L'évolution du nombre d'habitants est connue à travers les recensements de la population effectués dans la commune depuis 1793. Pour les communes de moins de 10 000 habitants, une enquête de recensement portant sur toute la population est réalisée tous les cinq ans, les populations de référence des années intermédiaires étant quant à elles estimées par interpolation ou extrapolation. Pour la commune, le premier recensement exhaustif entrant dans le cadre du nouveau dispositif a été réalisé en 2004.

En 2022, la commune comptait 273 habitants, en évolution de −11,94 % par rapport à 2016 (Pas-de-Calais : −0,72 %, France hors Mayotte : +2,11 %).
| 1793 | 1800 | 1806 | 1821 | 1831 | 1836 | 1841 | 1846 | 1851 |
| ---- | ---- | ---- | ---- | ---- | ---- | ---- | ---- | ---- |
| 440  | 451  | 375  | 438  | 411  | 425  | 413  | 417  | 415  |

| 1856 | 1861 | 1866 | 1872 | 1876 | 1881 | 1886 | 1891 | 1896 |
| ---- | ---- | ---- | ---- | ---- | ---- | ---- | ---- | ---- |
| 418  | 422  | 411  | 432  | 388  | 381  | 400  | 394  | 384  |

| 1901 | 1906 | 1911 | 1921 | 1926 | 1931 | 1936 | 1946 | 1954 |
| ---- | ---- | ---- | ---- | ---- | ---- | ---- | ---- | ---- |
| 411  | 401  | 407  | 375  | 370  | 366  | 322  | 300  | 327  |

| 1962 | 1968 | 1975 | 1982 | 1990 | 1999 | 2004 | 2006 | 2009 |
| ---- | ---- | ---- | ---- | ---- | ---- | ---- | ---- | ---- |
| 331  | 304  | 311  | 321  | 276  | 301  | 408  | 406  | 353  |

| 2014 | 2019 | 2022 | - | - | - | - | - | - |
| ---- | ---- | ---- | - | - | - | - | - | - |
| 315  | 281  | 273  | - | - | - | - | - | - |

#### Pyramide des âges
La population de la commune est relativement jeune.
En 2018, le taux de personnes d'un âge inférieur à 30 ans s'élève à 41,6 %, soit au-dessus de la moyenne départementale (36,7 %). À l'inverse, le taux de personnes d'âge supérieur à 60 ans est de 28,7 % la même année, alors qu'il est de 24,9 % au niveau départemental.
En 2018, la commune comptait 152 hommes pour 142 femmes, soit un taux de 51,70 % d'hommes, largement supérieur au taux départemental (48,50 %).
Les pyramides des âges de la commune et du département s'établissent comme suit.
| Hommes | Classe d’âge | Femmes |
| ------ | ------------ | ------ |
| 0,7    | 90 ou +      | 2,2    |
| 7,5    | 75-89 ans    | 6,6    |
| 19,2   | 60-74 ans    | 21,3   |
| 17,1   | 45-59 ans    | 24,9   |
| 8,2    | 30-44 ans    | 9,5    |
| 38,3   | 15-29 ans    | 25,3   |
| 8,9    | 0-14 ans     | 10,3   |

| Hommes | Classe d’âge | Femmes |
| ------ | ------------ | ------ |
| 0,5    | 90 ou +      | 1,6    |
| 5,6    | 75-89 ans    | 8,9    |
| 16,7   | 60-74 ans    | 18,1   |
| 20,2   | 45-59 ans    | 19,2   |
| 18,9   | 30-44 ans    | 18,1   |
| 18,2   | 15-29 ans    | 16,2   |
| 19,9   | 0-14 ans     | 17,9   |

## Culture locale et patrimoine

### Lieux et monuments
- L'église Saint-Riquier.

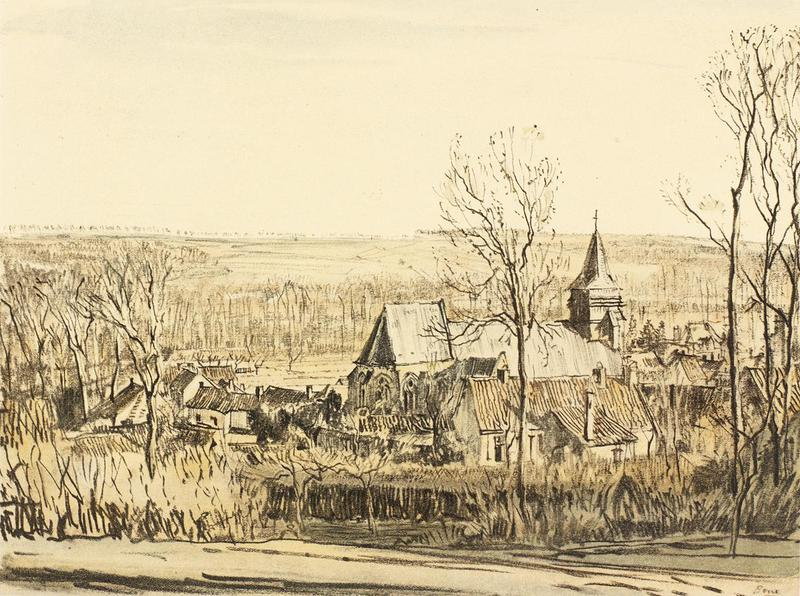
L'église en 1917.

- Le manoir de Courcelles. Un premier édifice d'époque médiévale, de plan carré et aux murs très épais, ouvert seulement d'une porte, fut agrandi dans sa longueur et à l'Ouest au XVIe siècle. La tour couronnée d'un pignon à pas-de-moineaux et qui renfermait l'escalier d'accès aux étages, flanquant la façade sud, date de cette dernière période. Seules trois fenêtres à meneaux au premier étage éclairaient alors l'intérieur du manoir. Ce dernier avait la fonction d'une maison-forte. Au XVIIIe siècle des fenêtres à cadre de bois furent ouvertes dans les murs.

L'ensemble des élévations est monté en pierre calcaire sur un soubassement en damier de grès et de silex. Le pignon Est présente des rampants à wimbergue de pierre tandis que le pignon Ouest a du être restauré au XVIIIe siècle avec des rampants à épis de briques.
Hugues et Pierre de Courcelles sont mentionnés au début du XIIe siècle. En 1442 Rasel Galbart acquiert la seigneurie de Courcelles. Né du mariage d'Anselin Galbart, l'un de ses successeurs, avec Marie Doutremepuich, François Galbart, épouse Marie de la Personne dont il a Artus qui bénéficie en 1599 d'une sentence de noblesse et qui pourrait être le constructeur du manoir dans sa configuration actuelle; Anne-Jeanne Galbart, la fille d'Artus, épouse Jacques-Liévin Vainet, seigneur de Calemberg, capitaine d'infanterie de Sa Majesté Catholique, et sa fille Anne-Liévine, Christophe de Gargan qui a passé une vingtaine d'années de captivité en Angleterre. Admis aux États d'Artois au titre de sa terre de Courcelles, Christophe de Gargan y meurt en 1716. Né à Courcelles, son fils François-Joseph, grand bailli des villages de Fauquembergues, épouse Madeleine-Henriette de Rune, mais sa fille unique meurt célibataire à 26 ans. Revenue à Marguerite Vainet, épouse de Louis Descorniquet, bailli de Blangy, la terre de Courcelles fit par la suite l'objet de longues procédures. En 1790, Yolande Dutailly, épouse de Jean-Baptiste Huré, meurt en la maison seigneuriale de Courcelles. Cette dernière est acquise en 1873 par Albert Ledein-Courquin, apparenté aux Gargan, qui lui ajoute une chapelle contre la façade nord et aujourd'hui disparue.
Le manoir changea plusieurs fois de propriétaires avant d'être repris en 2017 par Mr Minet et Mr Lefèvre qui y ont entrepris d'importants travaux de restauration (maçonnerie, pose d'une couverture en tuiles plates, menuiseries)
- Le château de Rollancourt. Le château médiéval entouré de fossés fut détruit au cours des combats livrés entre Français et Espagnols pour la possession d'Hesdin au milieu du XVIe siècle. Quelques vestiges subsistent du château primitif dont une tourelle en encorbellement reconvertie en pigeonnier ou les caves situées sous l'aile gauche.

L'édifice actuel fut élevé au milieu du XVIIIe siècle par Claude François Dominique de Marnix, marquis d'Ogimont.
C'est une vaste construction comprenant un grand corps de logis encadré de deux ailes plus basses en retour sur la cour. Bâti en craie sur soubassement de grès, le château s'élève sur deux niveaux surmontés d'un toit en mansarde couvert d'ardoise. La façade aligne onze travées et est rythmée sur toute sa longueur par des pilastres colossaux surmontés de chapiteaux ioniques. Les trois travées centrales, qui constituent un avant-corps légèrement saillant, possèdent, contrairement aux autres travées, des ouvertures en plein cintre. Cet avant-corps est surmonté d'un fronton où sont sculptés des motifs décoratifs et des armoiries. La façade arrière, qui surplombe une vaste pelouse, est une copie plus sobre de la façade avant.
À l'intérieur, les pièces de réception se disposent en enfilade dans le corps principal. Seul le grand salon central a conservé son décor d'origine de boiseries et de stucs. L'escalier à rampe hesdinoise se trouve localisé à une extrémité du corps central. La propriété compte en outre plusieurs dépendances.
Vers 1850, le comte Hubert de Bertoult (1804-1877) originaire d'Hulluch, achète le domaine qui appartient encore à la même famille. Entre 1856 et 1867, il fait restaurer la façade, y ajoutant sur le fronton triangulaire ses armoiries et celles de son épouse Pauline Clara d'Hespel de Guermanez. En 1889, son fils Maurice de Bertoult, fait poser les grilles et les persiennes. Occupé par l'armée allemande entre 1940 et 1944, le château est déserté en 1948.
Depuis 1976, le château abrite l'Institut rural d'éducation et d'orientation du Pas-de-Calais. Son vaste parc comprenant bois, pâtures et étangs est confié à une société de chasse privée, inscrite au guide des meilleures chasses de France.

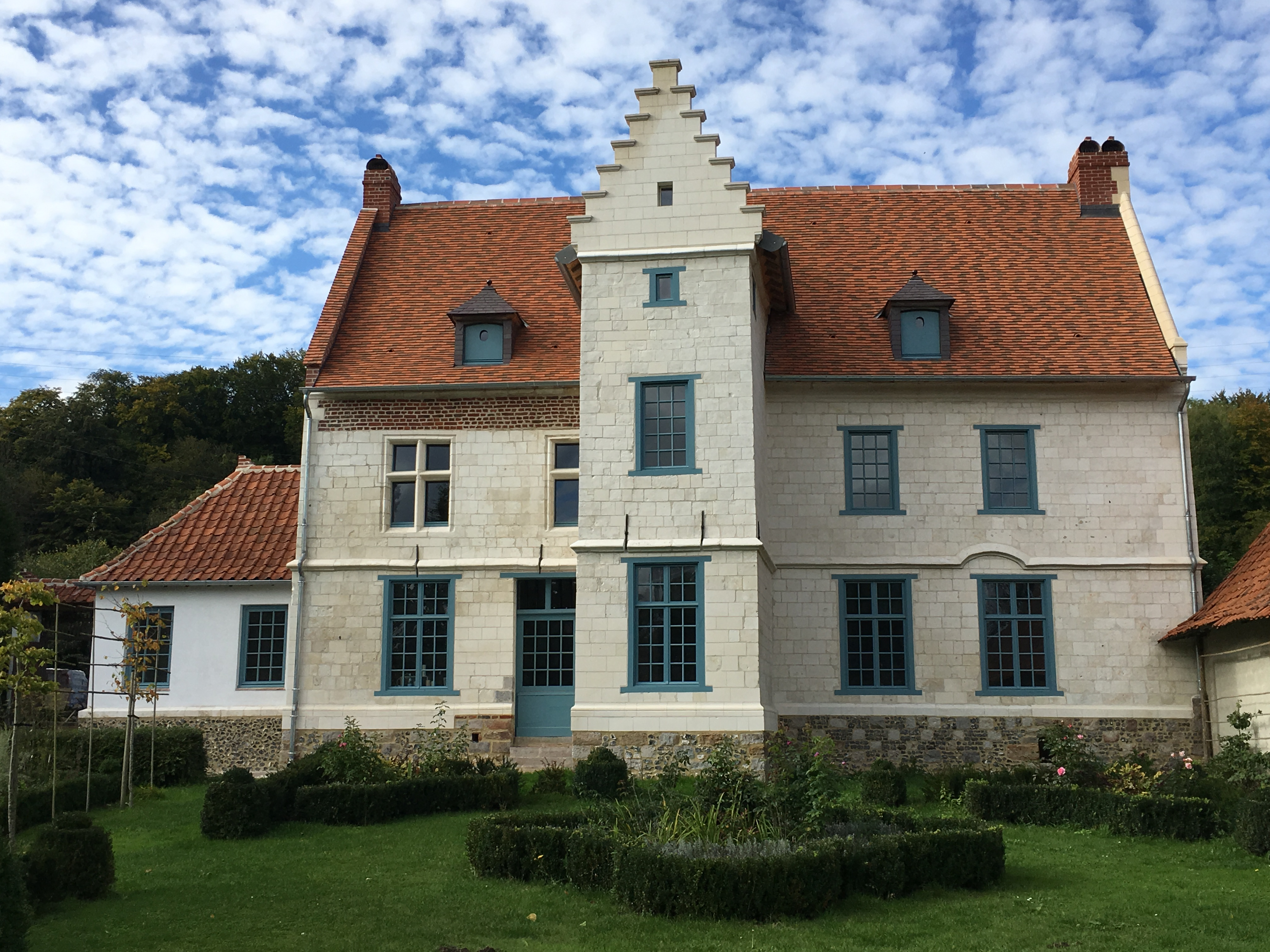
Le manoir de Courcelles.

- Le monument aux morts[52].

### Héraldique
| Blason de Rollancourt | Blason  | D'azur à la bande d'or accompagnée de deux cygnes nageant d'argent. |
| Blason de Rollancourt | Détails | Adopté par la municipalité le 24 mai 1991.                          |

## Pour approfondir

#### Bases de données, dictionnaires et encyclopédies
- Ressources relatives à la géographie :   - Insee (communes)
  - Ldh/EHESS/Cassini
- Ressource relative à plusieurs domaines :   - Annuaire du service public français
- Notices d'autorité :   - BnF (données)